# Matelea purpureolineata
Matelea purpureolineata är en oleanderväxtart som beskrevs av R. E. Woodson. Matelea purpureolineata ingår i släktet Matelea och familjen oleanderväxter. Inga underarter finns listade i Catalogue of Life.